# ファット・マ・イズ・クリーニン・ザ・ルーム〜お掃除ママのうた〜
「ファット・マ・イズ・クリーニン・ザ・ルーム」とは、1986年12月 - 1987年1月にNHK『みんなのうた』　で放送された楽曲である。編曲：戸田誠司、作詞・作曲・歌：種ともこ。

## 概要
- 掃除の好きなママに題材を求めた楽曲。
- シンガー・ソング・ライターの種ともこは『みんなのうた』では初めての起用となった。
- 同番組の放送で使用されたアニメ映像の製作は前田昭が担当した。